# 柴萍恩
柴萍恩（英語：Sarah Deborah Champion，1969年7月10日—），生於英格蘭莫爾登，是一位英國政治人物，工黨黨籍。現任英國羅瑟勒姆選區下議院議員。

## 選舉
2012年羅瑟勒姆補選中，原工黨議員丹尼斯·麥克沙恩因虛假會計問題辭職，最終柴萍恩代表工黨以9,966票，得票率46.3%當選羅瑟勒姆議員。
2015年大選中，柴萍恩以19,860票，得票率52.5%成功連任。
2017年大選中，柴萍恩以21,404票，得票率56.4%成功連任。

## 谴责中国政府
2020年9月8日在工党希柏恩·麦克唐纳的协调下，与包括英国保守党外交事务委员会主席托马斯·图根达特、自由民主党领袖爱德·戴维，以及英国绿党、苏格兰民族党和威尔士党在内的130多名议员给中国驻英大使刘晓明写信，联名谴责中国政府针对新疆维吾尔穆斯林的行为。